# Fauziya Kasinga
Fauziya Kassindja también conocida como Fauziya Kasinga, (Kpalime, 1977) es una activista togolesa en contra de la mutilación genital femenina que en 1996 cuando era adolescente obtuvo asilo en Estados Unidos para evitar la práctica tribal de mutilación genital femenina. La Junta de Apelaciones de Inmigración (Board of Immigration Appeals) le concedió asilo el 16 de junio de 1996, después de que un juez de primera instancia rechazara previamente su solicitud. El "Caso Kasinga" estableció un precedente en material legal de inmigración en los Estados Unidos, tras el cual las personas solicitantes de asilo pueden invocar razones de persecución basadas en género. 

## Llegada a Estados Unidos
Fauziya llegó a Estados Unidos en busca de asilo político el 17 de diciembre de 1994 cuando tenía 17 años. Al llegar confesó que sus documentos eran falsos y pidió asilo.
Había huido de su hogar en todo después de que se la obligara a casarse con un hombre de 45 años que tenía otras tres esposas. A pesar de que ella se negó a firmar el certificado de matrimonio se la había encerrado en una bodega a la espera de la llegada de las personas que iba a someterla a la mutilación genital femenina.
El padre de Fauziya la había protegido a ella y a sus hermanas de tal práctica pero al morir éste, la madre de Fauziya, que provenía de Benín, había sido echada de la tribu Tchamba-Kunsuntu y el control sobre Fauziya había sido transferido a la familia del padre. Fauziya pudo escapar antes que la persona encargada de la circuncisión llegara y huyó a Estados Unidos, donde tenía un primo en Washington, D. C. Al llegar al aeropuerto internacional de Newark, Fauziya pidió asilo político y fue detenida inmediatamente por el Servicio de Inmigración y Naturalización.

## Negación inicial de asilo
El 25 de agosto de 1995 en Filadelfia, Pennsylvania, el juez Donald V. Ferlise negó a Fauziya Kasinga su solicitud de asilo político. En su dictamen, el juez Ferlise, quien no creía en la veracidad de las declaraciones de Fauziya, dijo que aun si él creyera lo dicho por Fauziya, el expediente "no demuestra que haya habido alguna persecución en el pasado o el futuro" ya que a ella no se le podía calificar de haber sido el objeto de persecución a causa de pertenecer a un grupo social en particular. Dictaminó que ya que todas las mujeres de la tribu se ven obligadas a ser circuncidadas, a ella "no se le estaba seleccionando en especial para ser circuncidada".
Su caso continuó el trámite ante la Junta de Apelaciones de Inmigración mientras ellas siguió detenida en la prisión del condado de York en Pennsylvania, donde sufrió de una depresión severa. Posteriormente a la decisión del juez Ferlise,  el 15 de noviembre de 1995 el Servicio de Inmigración y Naturalización negó una petición para que se dejara salir de la cárcel bajo libertad condicional. 
El 13 de marzo de 1996 se presentó un acto de habeas corpus a favor de Fauziya, detallando las difíciles condiciones que enfrentaba en la cárcel y pidiendo que se le dejara salir libre.
La representante Patricia Schroeder, junto a otros veinticinco miembros del Congreso de los Estados Unidos, apelaron a la Procuradora General para que se dejara en libertad a Fauziya y expresaron su preocupación de que en su caso el juez de inmigración no aceptara el principio de que la MGF constituye una forma de persecución que hace que quien se vea amenazada por ella califique para el asilo político. Los miembros del Congreso señalaron que la "MGF viola los derechos humanos y sería una grave injusticia si nuestro sistema de asilo político indicara lo contrario y a sabiendas enviara a esas mujeres de vuelta a sus países de origen a enfrentar esta cruel y degradante práctica".
Su historia atrajo la atención de numerosos medios de comunicación sobre su caso. También la organización Equality Now organizó una campaña de apoyo para defenderla.

## Resolución
Finalmente en junio de 1996 la Junta de Apelaciones de Inmigración le concedió el asilo.
La abogada y activista Layli Miller-Muro, que representó a Kassindja ante el juez de inmigración, fundó posteriormente el Centro de Justicia Tahirih para proporcionar ayuda legal y médica a las mujeres inmigrantes que huyen de persecuciones por motivos de género.
Karen Musalo, que lideró el litigio que condujo al fallo favorable de la Junta, fundó el Centro de Estudios sobre Género y Refugiados (Center for Gender and Refugee Studies, CGRS), una organización nacional con sede en la Facultad de Derecho de la Universidad de California Hastings, que trabaja para defender a las mujeres refugiadas que huyen de persecuciones basadas en motivos de género. Kasinga es miembro de la Junta Asesora de CGRS
En 1998 Bashir y Kassindja en coautoría publicaron ¿Nos oyen cuando lloramos?, que relata las vivencias de Kassindja desde su huida de Togo publicado en español por Plaza y Janés en 1999 y 2000.